# Play-by-email role playing games
Play-by-email role playing games (PBeM RPGs) zijn rollenspellen die gespeeld worden via e-mail.
De spelers beschrijven een verhaal en zijn verantwoordelijk voor een aantal karakters. Ze sturen de aanwijzingen naar een mailinglist of naar een gamemaster.
De spelers in een PBeM hoeven niet tegelijkertijd online te zijn. PBeMs kunnen langzaam verlopen, maar stukje bij beetje gaat het verhaal vooruit.
Andere variaties zijn play-by-forum, play-by-internet (PBI) of play-by-web (PBW).